# Bernard Scott
Anthony Bernard Scott (10 de fevereiro de 1984, Vernon, Texas) foi um jogador de futebol americano que atuava na posição de running back na National Football League. Jogou futebol americano universitário pela Universidade Cristã de Abilene.